# Offenhausen (Mittelfranken)
Offenhausen ist eine Gemeinde im mittelfränkischen Landkreis Nürnberger Land. Sie ist Mitglied der Verwaltungsgemeinschaft Henfenfeld.

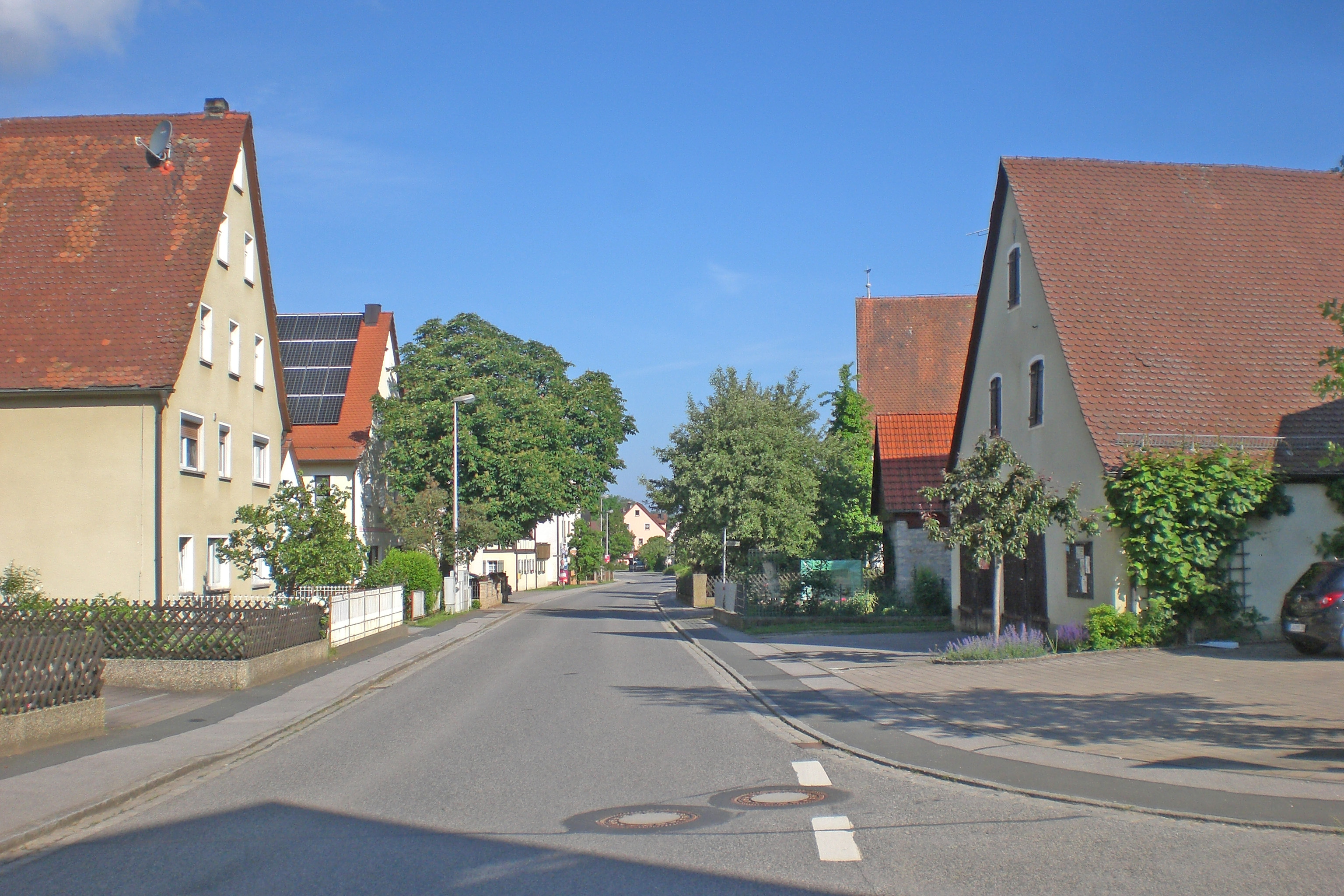
Ortsstraße (2024)

## Geographie

### Geographische Lage
Offenhausen liegt im Hammerbachtal rund 8 Kilometer südlich von Hersbruck und circa 10 Kilometer nordöstlich von Altdorf bei Nürnberg am Ostrand Mittelfrankens. Das Gemeindegebiet befindet sich im Süden der Hersbrucker Schweiz, einem Bestandteil der Frankenalb.

### Topographie
Aufgrund der geologischen Verhältnisse weist Offenhausen eine stark bewegte Topographie auf. Eine Vielzahl an Bergkuppen aus dem Jura prägt den abwechslungsreich geformten Landschaftsraum. Der 602 m ü. NHN hohe Lindenbühl ist die topographisch höchste Erhebung des Gemeindegebiets. Südlich von Offenhausen ragt der 547,2 m ü. NHN hohe Keilberg empor. Nordöstlich von Kucha befindet sich der 554 m ü. NHN hohe Asselberg. Im Engelthaler Forst erhebt sich der 565 m ü. NHN hohe Buchenberg und grenzt an das Gemeindegebiet von Offenhausen aus. Der Hammerbach durchfließt den Talraum von Offenhausen in Nord-Süd-Richtung.

### Gemeindegliederung

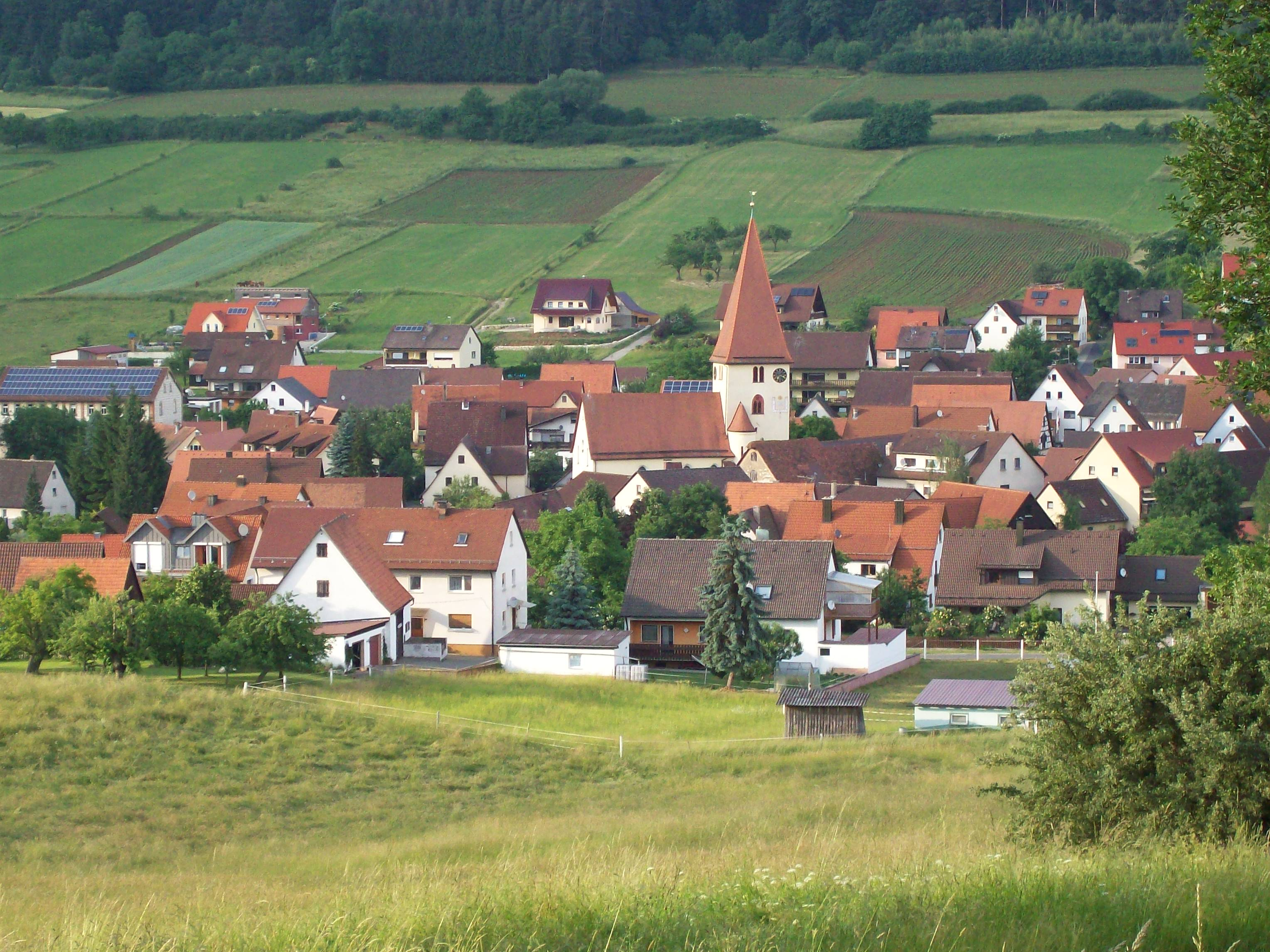
Offenhausener Wehrkirche

Die Gemeinde hat 14 Gemeindeteile (in Klammern ist der Siedlungstyp angegeben):
- Aichamühle (Einöde)
- Birkensee (Einöde)
- Breitenbrunn (Dorf)
- Egensbach (Dorf)
- Hallershof (Weiler)
- Hinterhaslach (Weiler)
- Ittelshofen (Dorf)
- Klingenhof (Dorf)
- Kucha (Dorf)
- Mittelhof (Weiler)
- Oberndorf (Dorf)
- Offenhausen (Pfarrdorf)
- Püscheldorf (Dorf)
- Schrotsdorf (Dorf)

Es gibt auf dem Gemeindegebiet die Gemarkungen Breitenbrunn (Gemarkungsteil 1), Kucha, Offenhausen und Püscheldorf. Die Gemarkung Offenhausen hat eine Fläche von 9,505 km². Sie ist in 3605 Flurstücke aufgeteilt, die eine durchschnittliche Flurstücksfläche von 2636,70 m² haben. In ihr liegen neben dem namensgebenden Ort die Gemeindeteile Aichamühle, Birkensee, Egensbach, Hallershof und Schrotsdorf.

### Naturräumliche Zuordnung
Naturräumlich gehört Offenhausen zum nördlichen Teil der Mittleren Frankenalb (gemäß Meynen/Schmithüsen et al.). Nach der naturräumlichen Gliederung Deutschlands gemäß Axel Ssymank liegt die Mittlere Frankenalb als Naturraum-Einheit in der Naturraum-Haupteinheit Fränkische Alb.

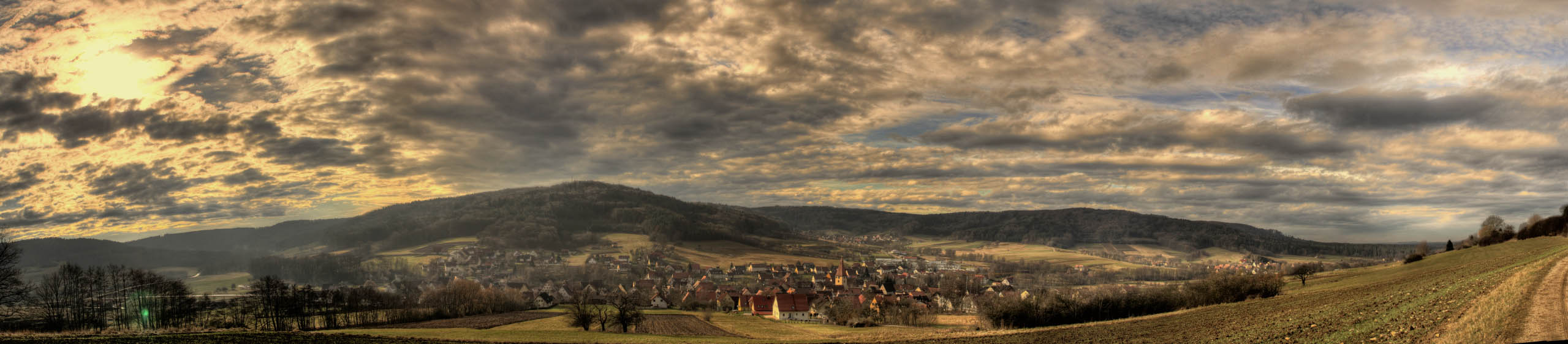
Schichtstufenlandschaft von Offenhausen im Hammerbachtal, Blick in Richtung Südwesten

### Nachbargemeinden
Nachbargemeinden sind (im Norden beginnend im Uhrzeigersinn): Engelthal, Happurg, Lauterhofen, Altdorf bei Nürnberg, Leinburg.

### Geologie
Die Gemeinde befindet sich in der Hersbrucker Alb. Geologisch gehört die Hersbrucker Alb zum Frankenjura und ist Bestandteil des Südwestdeutschen Schichtstufenlandes. In der charakteristischen Juralandschaft des großräumigen Gemeindegebiets von Offenhausen treten die darunter anstehenden geologischen Schichten Weißer Jura (Malm) und Brauner Jura (Dogger) zutage. Diese geologischen Formationen bilden aus der Talperspektive eine typische Schichtstufenlandschaft. Das Hammerbachtal hat sich in die Hochflächen der Albüberdeckung eingeschnitten und ist mit quartären Talfüllungen bedeckt.

### Boden
Auf den Doggerstandorten hat sich der Bodentyp Braunerde entwickelt. Auf den Malmflächen haben sich flachgründige Rendzina-Böden etabliert. Die Täler weisen Gleye und andere grundwasserbeeinflusste Böden auf.

### Klima
Offenhausen liegt in der kühl-gemäßigten Klimazone und weist ein humides Klima auf. Der Landschaftsraum der Gemeinde befindet sich im Übergangsbereich zwischen dem feuchten atlantischen und dem trockenen Kontinentalklima. Nach der Klimaklassifikation von Köppen/Geiger zählt Offenhausen zum gemäßigten Ozeanklima (Cfb-Klima). Dabei bleibt die mittlere Lufttemperatur des wärmsten Monats unter 22 °C und die des kältesten Monats über −3 °C.

### Flächennutzung
| Nutzung                      | Hektar |
| ---------------------------- | ------ |
| Wohnbaufläche                | 36     |
| Industrie- und Gewerbefläche | 14     |
| Verkehrsfläche               | 91     |
| Waldfläche                   | 939    |
| Landwirtschaftliche Fläche   | 1044   |
| Fläche der Gewässer          | 8      |
| Gesamtfläche                 | 2250   |

Offenhausen ist aufgrund seiner Lage und Struktur eine ländlich geprägte Gemeinde. Dies spiegelt sich in der Flächennutzung wider. Wald-, Wiesen- und Ackerflächen (Vegetationsflächen) bilden zusammen 90,5 Prozent der Gemeindefläche, wie die Flächennutzungstabelle aus dem Jahre 2017 zeigt. Die Kommune weist einen hohen Anteil an landwirtschaftlicher Nutzfläche auf, der bei 46,4 Prozent liegt und damit fast die Hälfte der Gemeindefläche von Offenhausen ausmacht. Die Waldflächen nehmen mit 41,7 Prozent einen ebenfalls hohen Flächenanteil ein. Der Anteil der Wohnbauflächen umfasst hingegen lediglich 1,6 Prozent. Industrie- und Gewerbeflächen nehmen einen vergleichsweise geringen Anteil in Höhe von 0,6 Prozent der Gemeindefläche ein. Der Verkehrsflächenanteil liegt bei 4,0 Prozent.

### Schutzgebiete

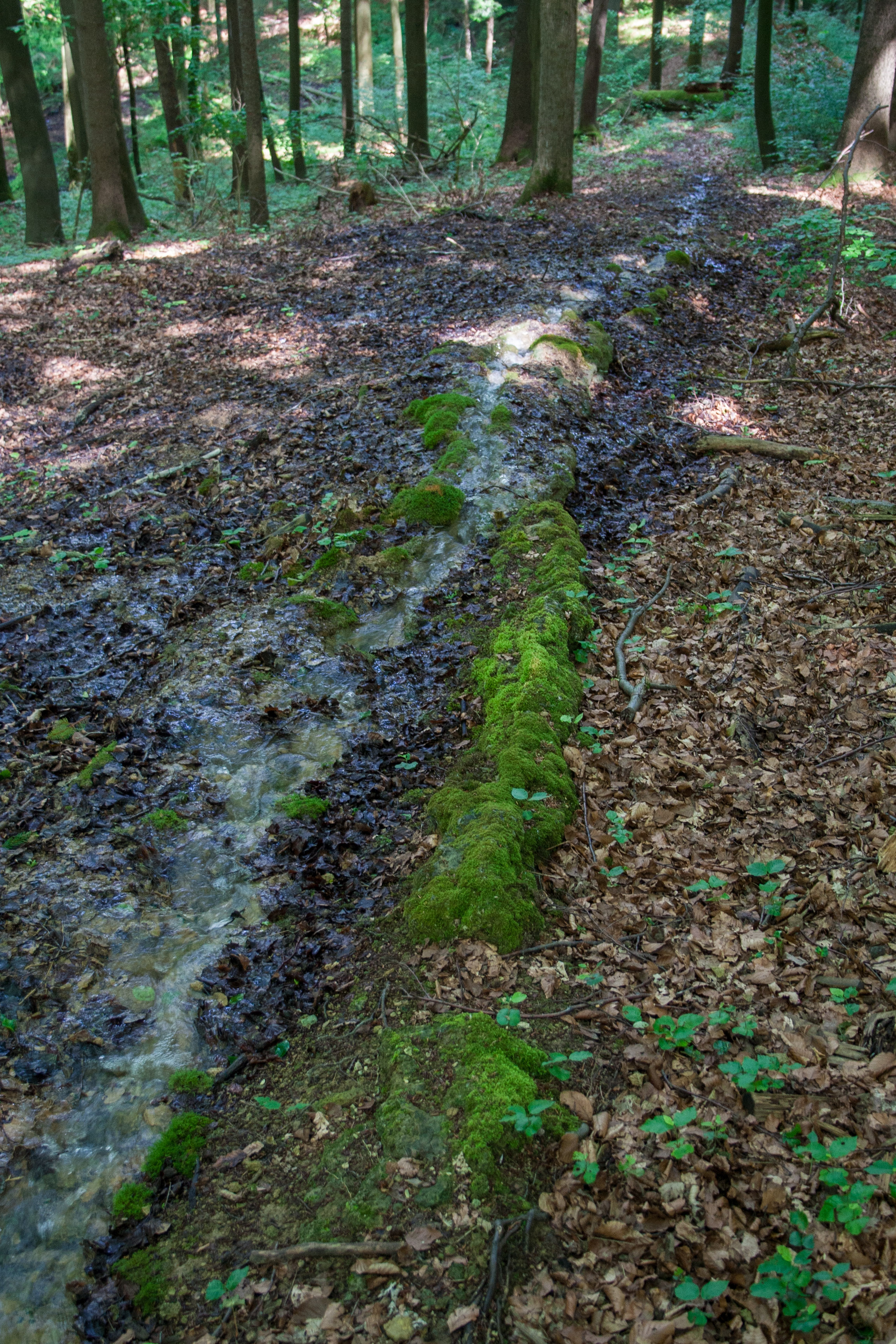
Steinerne Rinne

#### Landschaftsschutzgebiet
Weite Teile des Gemeindegebiets wurden aufgrund ihrer landschaftlichen Schönheit, ihres besonderen Erholungswerts und ihres leistungsfähigen Naturhaushalts als Landschaftsschutzgebiet Südlicher Jura mit Moritzberg und Umgebung (LSG-00544.01) im Jahre 1985 unter Schutz gestellt. Das großräumige 16.637 Hektar große Schutzgebiet umfasst die Juralandschaften südlich der Pegnitz um den Moritzberg bis Pommelsbrunn.

#### Natura-2000-Gebiet
Die Bachtäler der Hersbrucker Alb sind als Bestandteil des europäischen Netzwerks Natura 2000 an die Europäische Kommission gemeldet (Nr. 6534-371). Zwei Teilflächen von Offenhausen sind Bestandteil dieses 682,9 Hektar großen FFH-Gebietes.

#### Geotop
Im Nordwesten des Gemeindeteils Schrotsdorf auf einer Höhe von 510 m ü. NHN liegt das Geotop Steinerne Rinne W von Schrotsdorf (574R026). Unterhalb einer Kalktuffquelle am Nordosthang des Buchenberges hat sich eine kleine Steinerne Rinne im Übergangsbereich von Weißem Jara (Malm) zum Braunen Jura (Dogger) im Holozän ausgebildet.

## Geschichte

### Ur- und Frühgeschichte
Erste Besiedlungsspuren in der Bronzezeit (1800–800 v. Chr.) wurden durch Ausgrabungen belegt. So wurden bronzezeitliche Hügelgräber auf dem Lindenbühl entdeckt und als Bodendenkmal qualifiziert (D-5-6534-0106). Die Anlage bestand aus 25 Hügelgräbern und wurde auf die Mittelbronzezeit datiert. Der frühgeschichtliche Grabplatz deutet auf eine frühe Besiedelung des Landschaftsraumes von Offenhausen und des Hammerbachtals hin. Die Geologie der Juralandschaft hat das Hammerbachtal mit seinen Hügeln und Anhöhen zu einem geeigneten Siedlungsraum der Frühzeit gemacht. Das relativ hohe Eisenerz-Vorkommen der Jura-Gesteine mit einem durchschnittlichen Erzanteil von rund 22 Prozent begünstigte die Herstellung von festen Metall-Werkzeugen.

### Mittelalter
Um 500 n. Chr. fiel das vorher von Baiern aus dem Regensburger Raum besiedelte Gebiet an die Franken. Seit 741 gehörte der Landkreis zum Bistum Eichstätt.
Im Nürnberger Land sind Orte mit der Endsilbe -hausen relativ früh, gegebenenfalls bereits im 8. Jahrhundert entstanden. Offenhausen zählt daher aufgrund seines Ortsnamens zu den ältesten Orten im Nürnberger Land. Der Name Offenhausen geht wahrscheinlich auf den ersten bayerischen Siedler, namens Offo zurück. Die erste urkundliche Erwähnung von Offenhausen erfolgte jedoch erst später durch den Eichstätter Bischof Gundekar II. um das Jahr 1058. Andere Orte des jetzigen Gemeindegebietes wurden Mitte des 13. Jahrhunderts urkundlich erwähnt (Kucha 1241, Egensbach 1241, Breitenbrunn 1248).
Von Offenhausen aus erfolgte die Missionierung des Pegnitztales und seiner Seitentäler durch das Bistum Eichstätt, da Eichstätt wahrscheinlich Güter in dem Raum besaß. Im Weihverzeichnis wird Offenhausen zweimalig erwähnt. Zudem wurden im Umfeld der Offenhausener Kirche mehrere Kapellen (Offenhausen, Entenberg, Gersberg, Schönberg und Swinach) zu dieser Zeit geweiht.
Im Jahre 1268 gelangte das Patronatsrecht an das Dominikanerinnenkloster Engelthal, welches aber durch die Einführung der Reformation am 25. Juni 1528 wieder endete.
Die Reichsstadt Nürnberg erhielt im Jahre 1521 das Gemeindegebiet von Offenhausen endgültig als Kriegsgewinn aus der Teilnahme am Landshuter Erbfolgekrieg. Lange Jahrhunderte gehörte Offenhausen dann zum Territorium der Reichsstadt Nürnberg, die ab 1500 ein Teil des Fränkischen Reichskreises war.

### 19. bis 21. Jahrhundert
Die Ruralgemeinde Offenhausen wurde infolge des Gemeindeedikt von 1818 gebildet. Im Zuge der Gebietsreform in Bayern wurden am 1. Januar 1972 Teile der Gemeinde Breitenbrunn eingegliedert. Am 1. Mai 1978 entstand aus den Gemeinden Offenhausen, Kucha und Püscheldorf die heutige Gemeinde Offenhausen.

### Einwohnerentwicklung
Die Bevölkerungsentwicklung der Gemeinde Offenhausen war zwischen 1840 und 2017 leicht positiv. Lebten 1840 noch 1283 Bürger in Offenhausen, waren es 2017 bereits 1574 Einwohner.
| Jahr      | 1840 | 1871 | 1900 | 1925 | 1939 | 1950 | 1961 | 1970 | 1987 | 2008 | 2009 | 2010 | 2011 | 2012 | 2013 | 2014 | 2015 | 2016 | 2017 |
| Einwohner | 1283 | 1547 | 1472 | 1294 | 1155 | 1537 | 1292 | 1314 | 1348 | 1587 | 1581 | 1566 | 1567 | 1551 | 1556 | 1549 | 1544 | 1565 | 1574 |

Quelle: Einwohnerzahlen des Bayerischen Landesamts für Statistik

### Religion

#### Christentum
In Offenhausen gibt es eine evangelisch-lutherische Kirchengemeinde und die Mehrheit der Bevölkerung von Offenhausen ist der evangelisch-lutherischen Konfession zugehörig. Am 9. Mai 2011 waren von den Einwohnern 11,5 Prozent römisch-katholisch und 74,6 Prozent evangelisch-lutherisch. Der Anteil der konfessionell gebundenen Bevölkerung ist geringfügig im Vergleich zum Jahre 1987 gesunken. In Offenhausen ist die katholische Bevölkerung von 1987 bis 2011 leicht um 2,4 Prozent angestiegen und die evangelische Bevölkerung um 13,4 Prozent zurückgegangen.

#### Judentum
In Offenhausen gab es Anfang des 20. Jahrhunderts auch wenige jüdische Einwohner, die 1930 der jüdischen Gemeinde von Ottensoos zugeordnet waren.

## Politik

### Gemeinderat

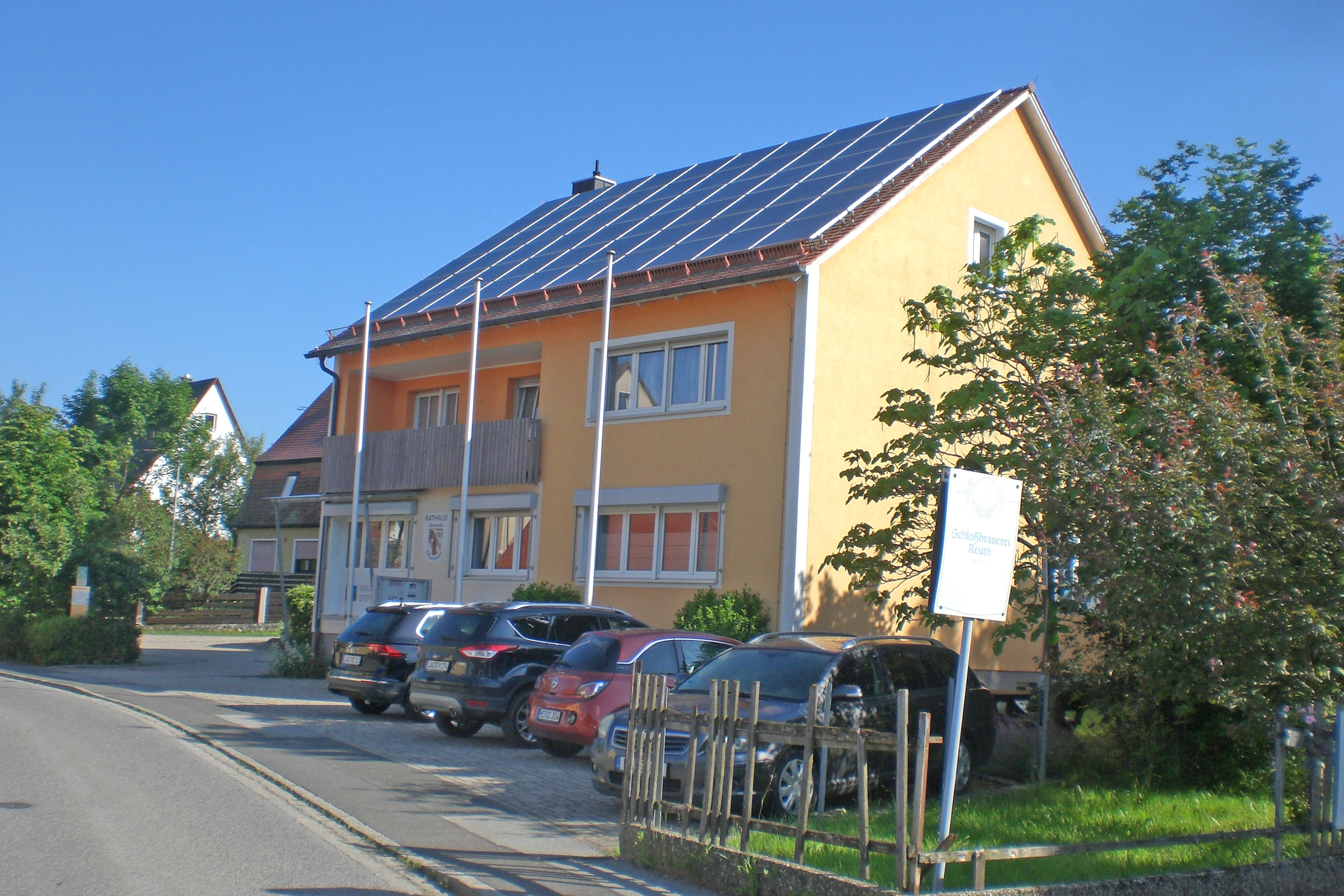
Ehemaliges Rathaus (2024)

Der Gemeinderat setzt sich aus 12 Gemeinderäten und dem Ersten Bürgermeister zusammen. Die Gemeinderatswahlen seit 2008 führten zu folgenden Sitzverteilungen:
|      | CSU | SPD | Unabhängiger Bürgerblock | Gesamt   |
| 2020 | 5   | 1   | 6                        | 12 Sitze |
| 2014 | 4   | 2   | 6                        | 12 Sitze |
| 2008 | 5   | 1   | 6                        | 12 Sitze |

### Bürgermeister
Martin Pirner (Unabhängiger Bürgerblock) wurde am 15. März 2020 mit 57,5 % der Stimmen zum Bürgermeister von Offenhausen gewählt.
Die Bürgermeister von Offenhausen:
- 1972–1984: Johann Gulden
- 1984–1996: Leonhard Zimmermann
- 1996–2020: Georg Rauh (UBB)
- seit 2020: Martin Pirner (UBB)

### Wappen
Das Recht zur Führung eines eigenen Wappens wurde der Gemeinde Offenhausen am 16. Juli 1987 erteilt. Das Wappen enthält Elemente aus dem Wappen der Familie Schenk von Reicheneck (Reichenegg).
„Fünfmal schräg geteilt von Rot und Silber, belegt mit dem wachsenden goldenen Turm der Ottmars- und Ottilienkapelle mit Außenkanzel und Tor, oben rechts beseitet von einem schwarzen Schildchen mit drei zwei zu eins gestellten goldenen Kugeln, oben links beseitet von einem silbernen Schildchen mit einer heraldischen roten Rose mit goldenem Butzen und fünf grünen Blättern.“

### Partnergemeinden
Die Gemeinde Offenhausen unterhält seit dem 7. September 2001 eine Partnerschaft mit Offenhausen in Oberösterreich.

## Kultur und Sehenswürdigkeiten

### Denkmäler
Das bedeutendste Baudenkmal in Offenhausen ist die evangelisch-lutherische Wehrkirche, welche nach  St. Nikolaus benannt ist. Die Chorturmkirche stammt mit ihren drei Turmuntergeschossen aus dem 14. Jahrhundert. Das Langhaus ist auf das 15. Jahrhundert datiert. Im Westen erfolgten in den Jahren 1621 und 1724/25 Erweiterungen des Sakralbaues. Der Chor der Kirche weist ein Kreuzrippengewölbe auf und das Langhaus besteht aus einer Stichbogentonne. Der Kirchenraum hat umlaufende Doppelemporen mit einer Bilderpredigt an der ersten Empore. Das Ölgemälde aus dem Jahre 1724 stammt von dem Maler Johannes Christoph Reich. Die Pfarrkirche steht unter Denkmalschutz (D-5-74-145-7).
- Kapellenruine St. Ottmar und St. Ottilien auf dem Keilberg aus dem 15. Jahrhundert
- Eine gut erhaltene Wolfsgrube bei Ittelshofen.
- Am Nordosthang des Buchenberges befindet sich die sehenswerte Steinerne Rinne am Buchenberg.

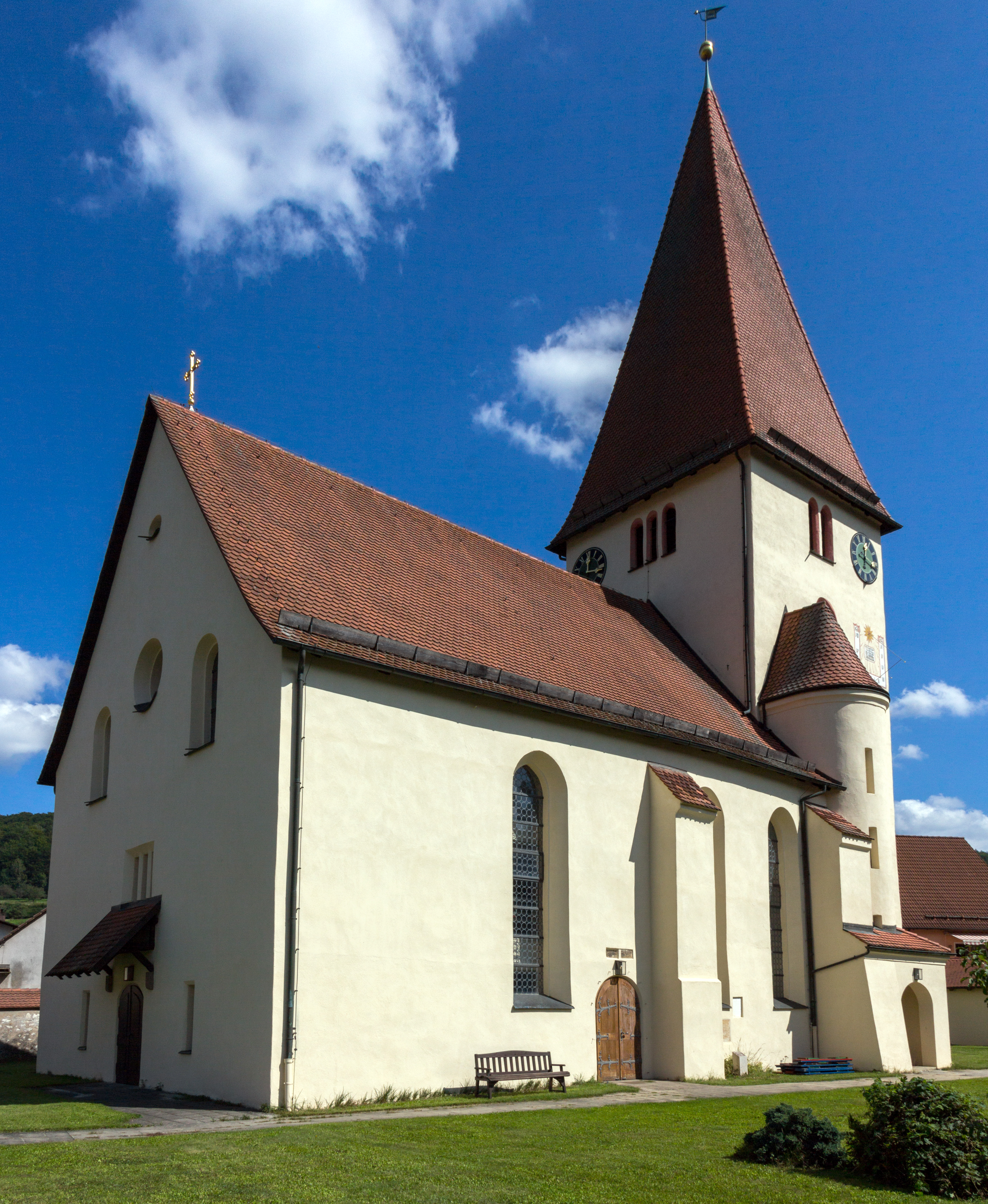
Pfarrkirche Sankt Nikolaus
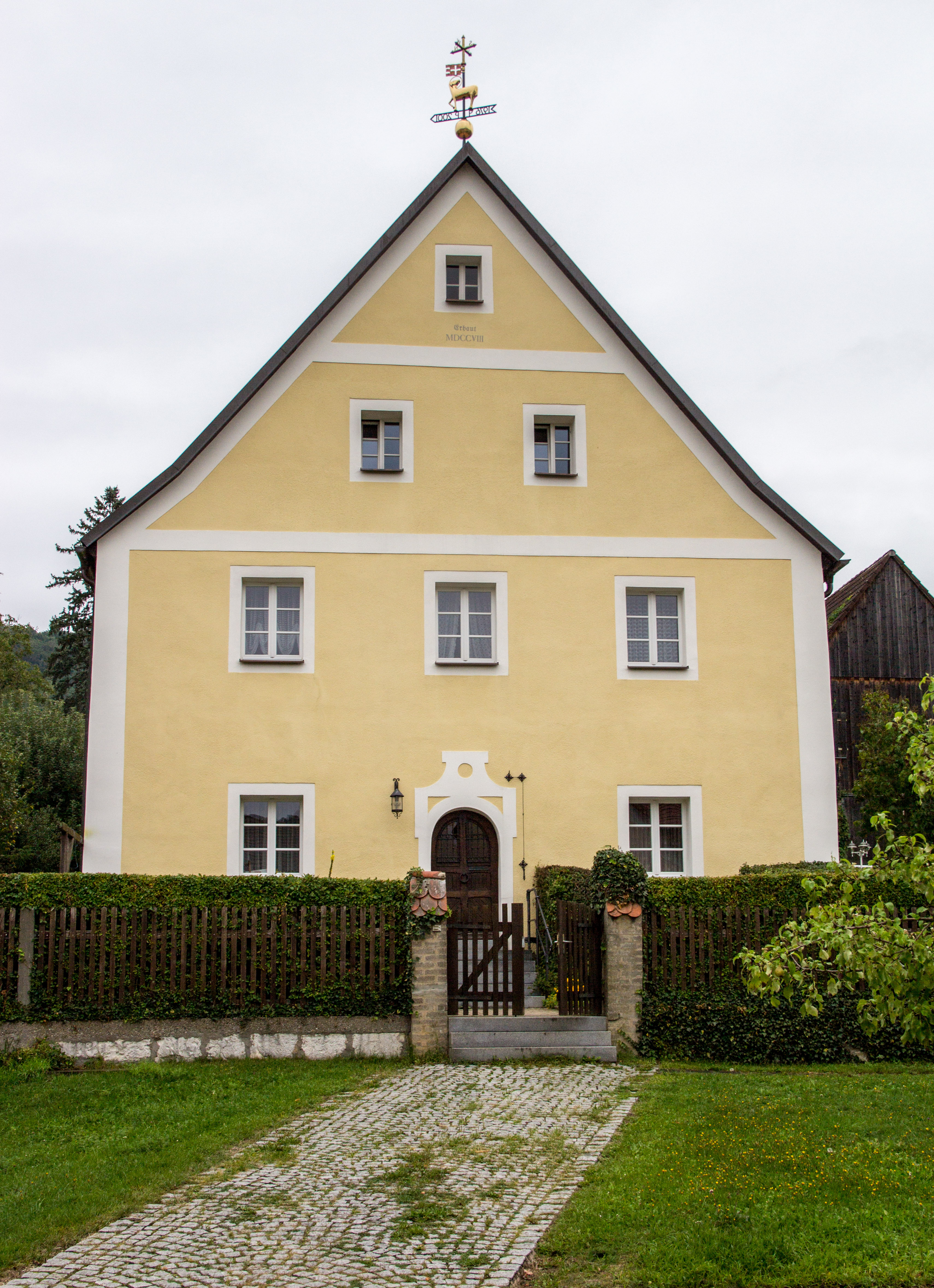
Pfarrhaus
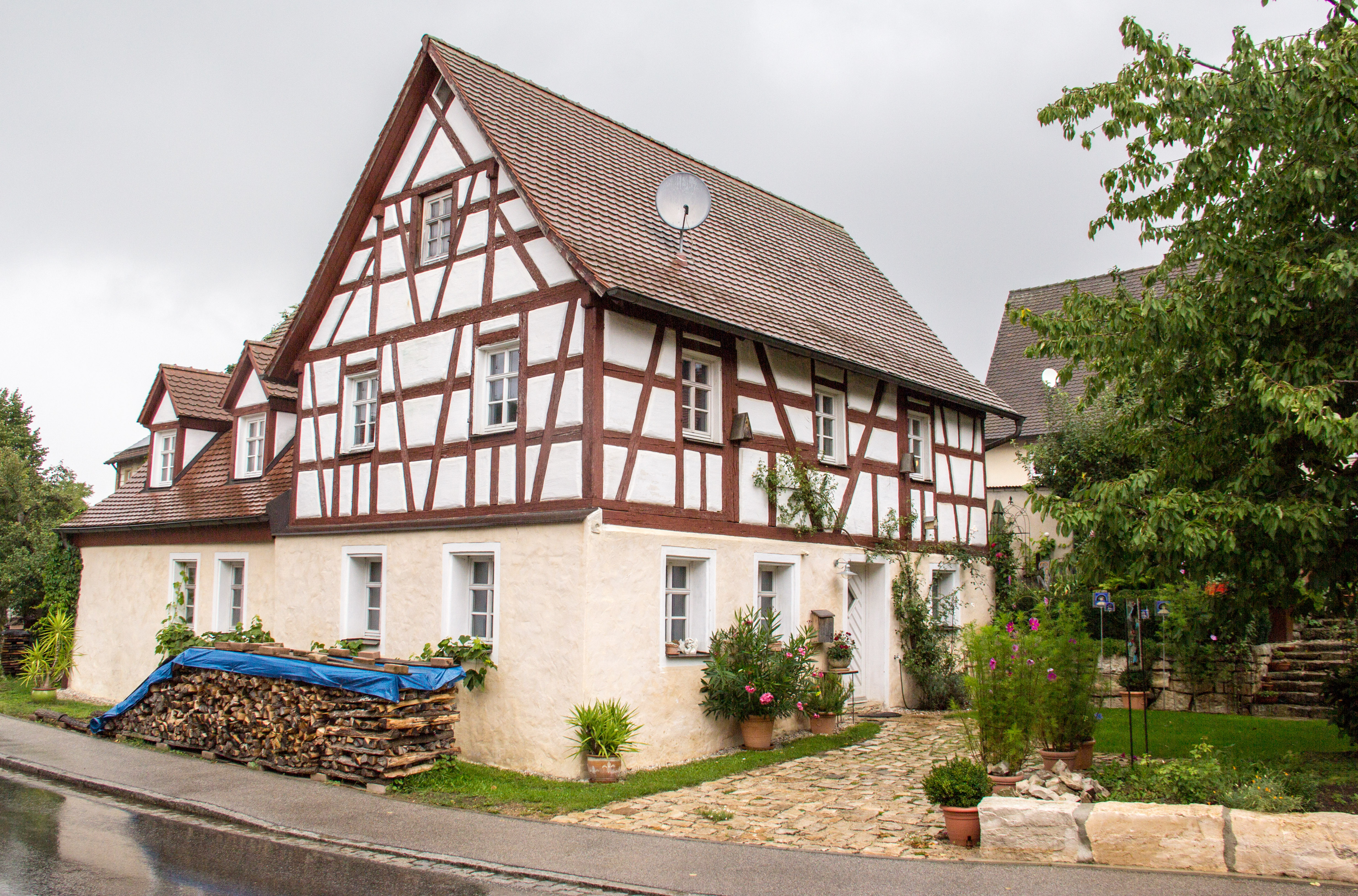
Wohnhaus
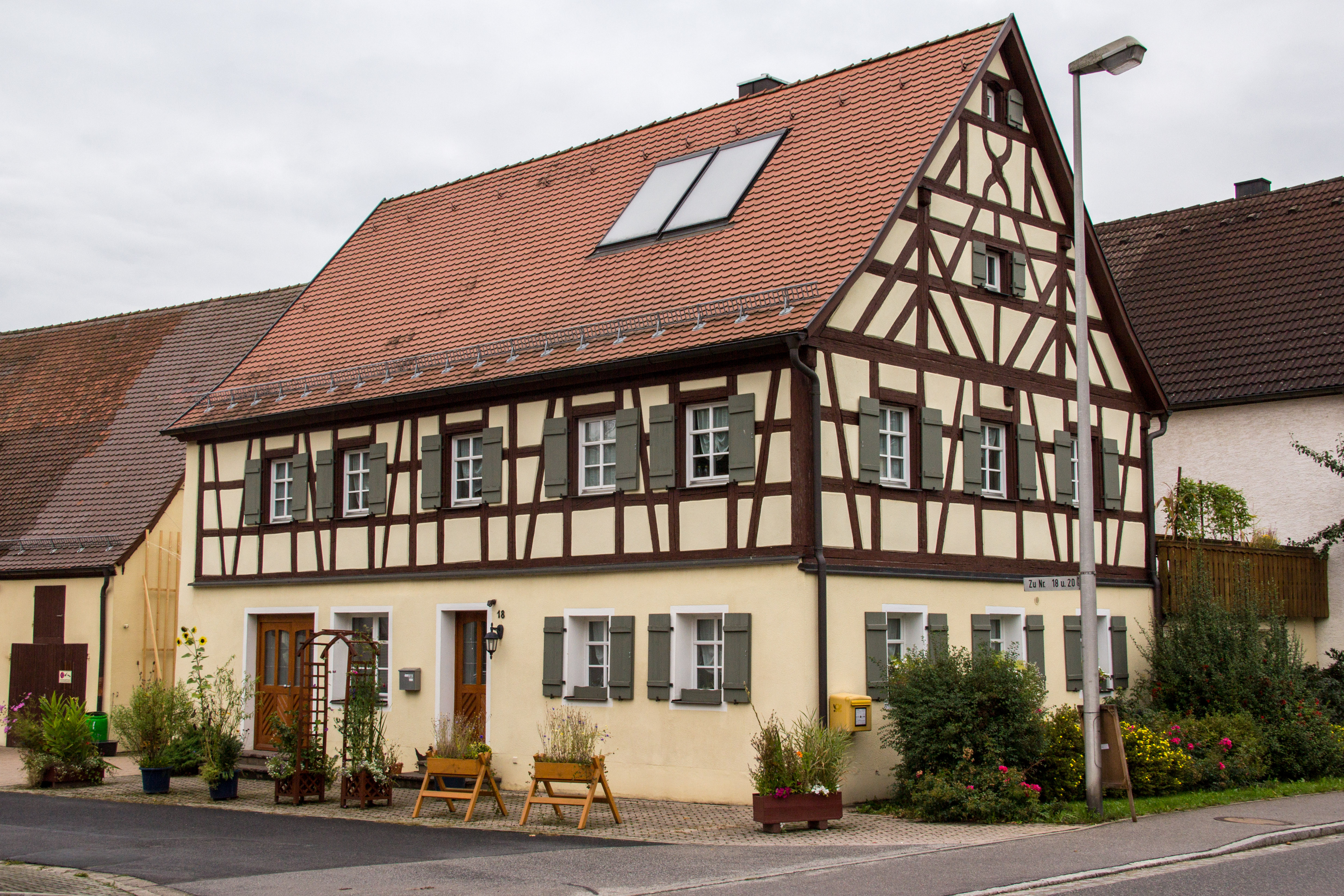
Wohnhaus
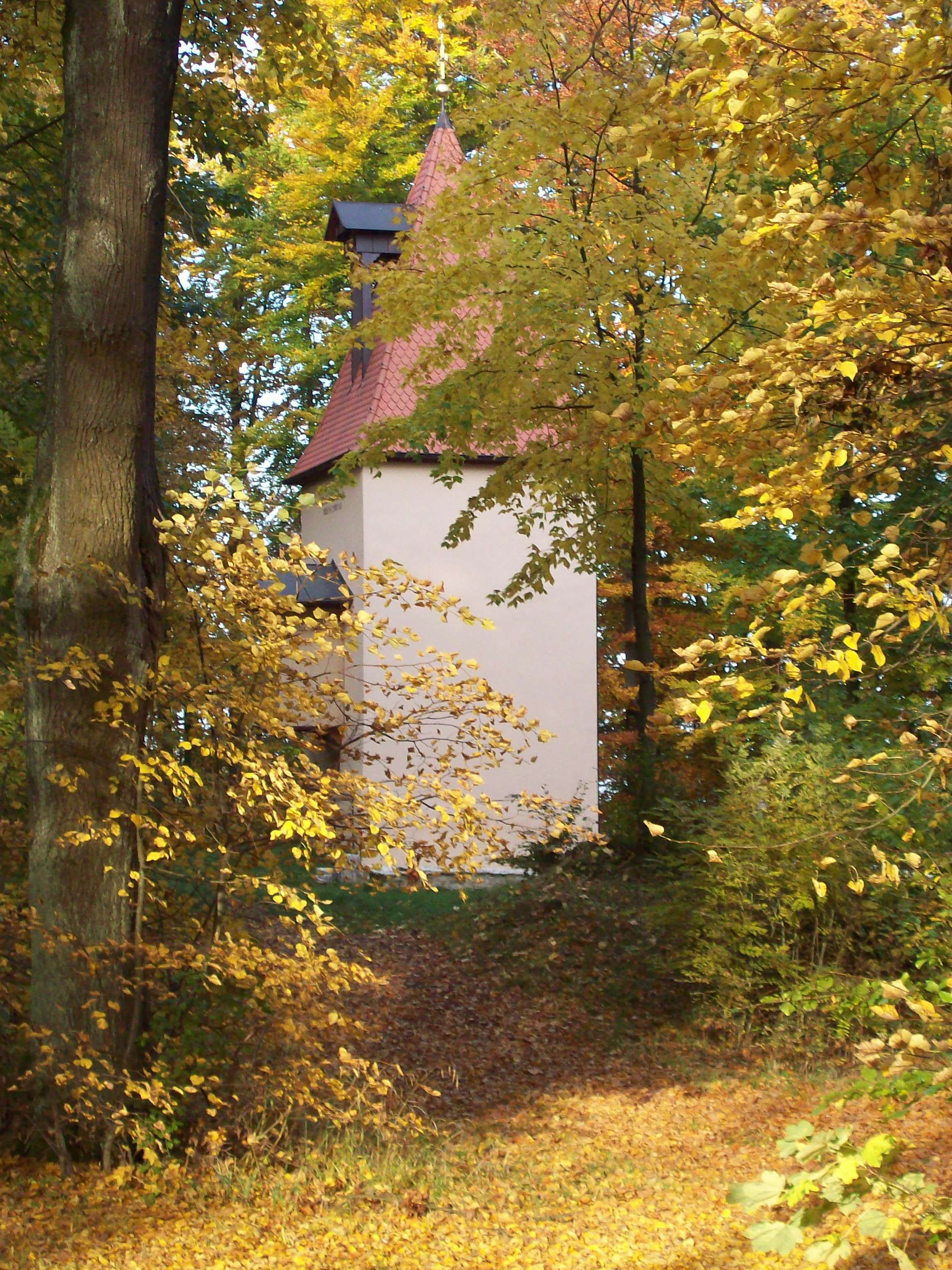
Keilbergturm

### Wander- und Radwege

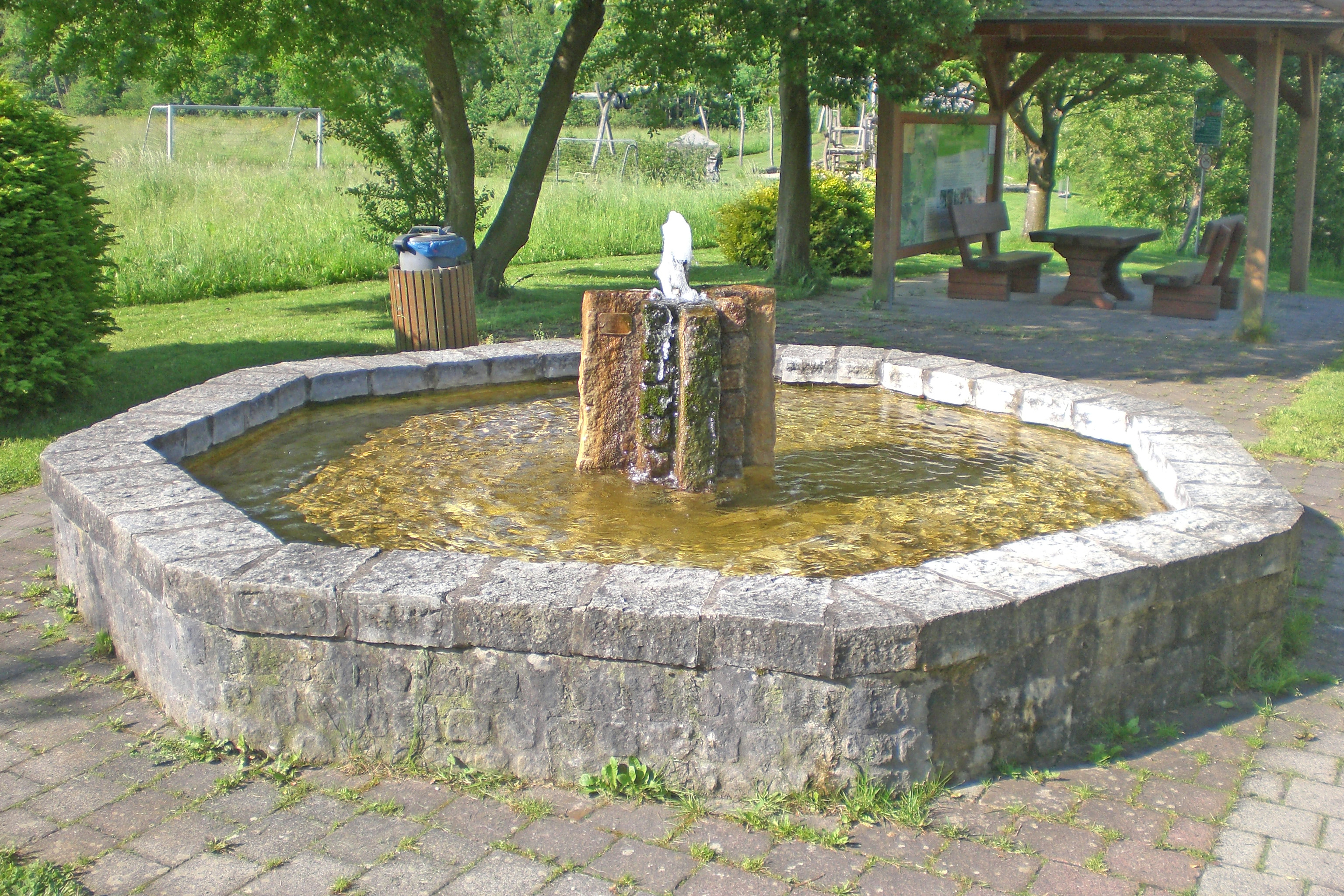
Brunnen am Radweg (2024)

Durch das Hammerbachtal verläuft der 23 Kilometer lange Pegnitz-Laber-Radweg, der Bestandteil der Nord-Süd-Radwegeverbindung von Hersbruck nach Neumarkt ist.